# The Fear Collection
The Fear Collection es un sello de cine de terror español que se anunció en el año 2020 y se presentó oficialmente en el Festival de Sitges de 2021.
Este sello es fruto de una colaboración entre la productora de Álex de la Iglesia y Carolina Bang Pookepsie Films junto con Amazon Prime Video y Sony Pictures International Productions . El propio Álex de la Iglesia es productor de los proyectos de este sello, y es también el coescritor y director del primero de todos, Veneciafrenia, estrenada en el Festival de Sitges de 2021 y llegando el 26 de noviembre de ese mismo año a los cines. Las películas son distribuidas en los cines por parte de Sony y agregadas posteriormente al catálogo de Amazon Prime Video en España.
Álex de la Iglesia declaró que llevaba años tratando de realizar este proyecto, cuyo objetivo es crear una antología de películas de terror y suspense con directores y guionistas amantes del género.
Hasta el momento sólo se han estrenado tres películas con el sello de The Fear Collection, Veneciafrenia, de Álex de la Iglesia, Venus, de Jaume Balagueró, y Anatema, de Jimina Sabadú. Las 2 primeras películas se estrenaron mundialmente en el Festival de Sitges el año de su estreno, 2021 y 2022 respectivamente, siendo en el caso de Venus la película inaugural del festival.